# Gymnastiek op de Olympische Zomerspelen 2020 – Ritmische gymnastiek individueel vrouwen
Het individuele ritmische gymnastiek voor de vrouwen op de Olympische Zomerspelen 2020 in Tokio vond plaats op 6 augustus (kwalificatie) en op 7 augustus (finale). De Israëlische Linoy Ashram won het onderdeel voor de Russische Dina Averina die het zilver pakte en de Wit-Russische Alina Harnasko die het brons won.

## Format
Alle deelnemende vrouwen moesten vier kwalificatie-oefening uitvoeren. De scores van alle oefeningen werden bij elkaar opgeteld en de beste tien deelneemsters gingen door naar de finale. Echter mochten er maximaal twee deelnemers per land in de finale komen. De scores van de kwalificatie werden bij de finale gewist, en alleen de scores die in de finale gehaald werden, telden. In de finale moesten de tien vrouwen opnieuw vier oefening turnen.

## Kwalificatieronde
| Rang | Gymnaste                 | Gymnaste | Hoepel      | Bal         | Knotsen     | Lint        | Totaal  |    |
| ---- | ------------------------ | -------- | ----------- | ----------- | ----------- | ----------- | ------- | -- |
| 1    | Dina Averina             | ROC      | 27.625 (1)  | 27.600 (2)  | 28.275 (1)  | 22.800 (3)  | 106.300 | Q  |
| 2    | Arina Averina            | ROC      | 27.225 (2)  | 27.250 (3)  | 28.100 (2)  | 23.600 (1)  | 106.175 | Q  |
| 3    | Linoy Ashram             | ISR      | 23.500 (13) | 28.250 (1)  | 27.850 (3)  | 23.500 (2)  | 103.100 | Q  |
| 4    | Alina Harnasko           | BLR      | 26.400 (3)  | 27.200 (4)  | 23.900 (14) | 21.750 (5)  | 99.250  | Q  |
| 5    | Anastasiia Salos         | BLR      | 25.700 (4)  | 26.300 (5)  | 24.550 (11) | 22.600 (4)  | 99.150  | Q  |
| 6    | Milena Baldassarri       | ITA      | 24.550 (6)  | 25.700 (7)  | 25.650 (7)  | 20.150 (14) | 96.050  | Q  |
| 7    | Nicol Zelikman           | ISR      | 24.350 (8)  | 25.500 (9)  | 24.950 (8)  | 21.100 (9)  | 95.900  | Q  |
| 8    | Boryana Kaleyn           | BUL      | 24.100 (9)  | 25.800 (6)  | 26.600 (4)  | 19.150 (18) | 95.650  | Q  |
| 9    | Viktoriia Onopriienko    | UKR      | 23.800 (10) | 24.300 (11) | 26.100 (5)  | 21.250 (6)  | 95.450  | Q  |
| 10   | Khrystyna Pohranychna    | UKR      | 24.600 (5)  | 23.800 (13) | 25.700 (6)  | 19.000 (19) | 93.100  | Q  |
| 11   | Sumire Kita              | JPN      | 23.150 (14) | 23.900 (12) | 24.550 (10) | 21.200 (8)  | 92.800  | R1 |
| 12   | Evita Griskenas          | USA      | 23.675 (11) | 23.400 (16) | 23.850 (15) | 20.775 (12) | 91.700  | R2 |
| 13   | Laura Zeng               | USA      | 22.000 (20) | 23.700 (14) | 24.700 (9)  | 21.000 (10) | 91.400  | R3 |
| 14   | Katrin Taseva            | BUL      | 24.450 (7)  | 24.600 (10) | 24.400 (12) | 17.650 (22) | 91.100  | R4 |
| 15   | Alexandra Agiurgiuculese | ITA      | 22.050 (19) | 25.600 (8)  | 24.150 (13) | 19.250 (17) | 91.050  | -  |
| 16   | Ekaterina Vedeneeva      | SLO      | 22.800 (17) | 23.550 (15) | 22.550 (18) | 20.800 (11) | 89.700  | -  |
| 17   | Salome Pazhava           | GEO      | 23.550 (12) | 21.950 (22) | 23.500 (17) | 20.650 (13) | 89.650  | -  |
| 18   | Zohra Aghamirova         | AZE      | 23.000 (16) | 23.400 (17) | 21.500 (21) | 19.900 (15) | 87.800  | -  |
| 19   | Chisaki Oiwa             | JPN      | 23.100 (15) | 19.600 (24) | 23.600 (16) | 21.250 (7)  | 87.550  | -  |
| 20   | Fanni Pigniczki          | HUN      | 21.200 (22) | 22.400 (20) | 21.350 (23) | 19.450 (16) | 84.400  | -  |
| 21   | Alina Adilkhanova        | KAZ      | 20.550 (24) | 22.450 (19) | 22.200 (20) | 18.600 (20) | 83.800  | -  |
| 22   | Rut Castillo             | MEX      | 22.350 (18) | 22.700 (18) | 21.500 (22) | 16.200 (23) | 82.750  | -  |
| 23   | Lidiia Iakovleva         | AUS      | 20.600 (23) | 19.800 (23) | 22.325 (19) | 16.050 (24) | 78.775  | -  |
| 24   | Ekaterina Fetisova       | UZB      | 19.800 (25) | 19.400 (25) | 17.950 (25) | 18.350 (21) | 75.500  | -  |
| 25   | Habiba Marzouk           | EGY      | 21.700 (21) | 22.150 (21) | 21.100 (24) | 8.400 (26)  | 73.350  | -  |
| 26   | Márcia Lopes             | CPV      | 7.550 (26)  | 13.200 (26) | 12.550 (26) | 9.550 (25)  | 42.850  | -  |

Reserve
- Sumire Kita  JPN
- Evita Griskenas  USA
- Laura Zeng  USA
- Katrin Taseva  BUL

### Finale
- Bal; de oefening met de bal
- Hoepel; de oefening met de hoepel
- Knotsen; de oefening met de knotsen
- Lint; de oefening met het lint
- Straf; de straffen uitgedeeld door de jury
- Totaal; de scores van de vier oefeningen (bal, hoepel, knotsen, & lint) worden bij elkaar opgeteld.

| Rang   | Gymnaste                | Gymnaste | Hoepel      | Bal         | Knotsen     | Lint        | Totaal  |
| ------ | ----------------------- | -------- | ----------- | ----------- | ----------- | ----------- | ------- |
| Goud   | Linoy Ashram            | ISR      | 27.550 (1)  | 28.300 (1)  | 28.650 (1)  | 23.300 (2)  | 107.800 |
| Zilver | Dina Averina            | ROC      | 27.200 (2)  | 28.300 (1)  | 28.150 (2)  | 24.000 (1)  | 107.650 |
| Brons  | Alina Harnasko          | BLR      | 26.500 (4)  | 27.500 (4)  | 27.600 (4)  | 21.100 (8)  | 102.700 |
| 4      | Arina Averina           | ROC      | 26.850 (3)  | 27.900 (3)  | 27.800 (3)  | 19.550 (10) | 102.100 |
| 5      | Boryana Kaleyn          | BUL      | 25.900 (5)  | 25.625 (5)  | 26.650 (5)  | 22.450 (3)  | 100.625 |
| 6      | Milena Baldassarri      | ITA      | 25.100 (7)  | 25.625 (5)  | 26.500 (6)  | 22.400 (4)  | 99.625  |
| 7      | Nicol Zelikman          | ISR      | 23.700 (10) | 24.150 (7)  | 25.600 (8)  | 22.150 (5)  | 95.600  |
| 8      | Anastasiia Salos        | BLR      | 25.425 (6)  | 23.000 (10) | 24.950 (9)  | 21.800 (6)  | 95.175  |
| 9      | Khrystyna Pohranychna\| | UKR      | 24.500 (8)  | 24.100 (8)  | 24.900 (10) | 21.600 (7)  | 95.100  |
| 10     | Viktoriia Onopriienko   | UKR      | 24.000 (9)  | 23.550 (9)  | 26.100 (7)  | 19.700 (9)  | 93.350  |

- Dik — hoogste score in elk van de vier onderdelen.
- Schuin — hoogste score van alle vier de onderdelen.

1984: Lori Fung ·
1988: Marina Lobatsj ·
1992: Alexandra Timosjenko ·
1996: Jekaterina Serebrjanskaja ·
2000: Joelia Barsoekova ·
2004: Alina Kabajeva ·
2008: Jevgenia Kanajeva ·
2012: Jevgenia Kanajeva ·
2016: Margarita Mamoen ·
2020: Linoy Ashram ·
2024: Darja Varfolomeev